# باول فيليب
باول فيليب (بالفرنسية: Paul Philipp)‏ (21 أكتوبر 1950 في لوكسمبورغ - ) هو مدرب كرة قدم ولاعب كرة قدم لوكسمبورغي في مركز الوسط. شارك مع منتخب لوكسمبورغ لكرة القدم. أما مع النوادي، فقد لعب مع أفينير بيغين وسانت خيلويزي وستاندارد لييج ونادي رويال شارلروا.

## وصلات خارجية
- باول فيليب على موقع الاتحاد الدولي (مؤرشف)  (الإنجليزية)
- باول فيليب على موقع الاتحاد الأوربي (الإنجليزية)
- باول فيليب على موقع قاعدة بيانات كرة القدم.إي يو (الإنجليزية)
- باول فيليب على موقع ناشيونال فوتبول تيمز (الإنجليزية)
- باول فيليب على موقع عالم كرة القدم.نت (الإنجليزية)